# Stibadocera nana
Stibadocera nana är en tvåvingeart som beskrevs av Alexander 1961. Stibadocera nana ingår i släktet Stibadocera och familjen mellanharkrankar. Inga underarter finns listade i Catalogue of Life.